# La mucca non è una vacca
La mucca non è una vacca è un album in studio di Andrea Poltronieri.
È composto da 20 brani musicali, alcuni parodie di altre canzoni famose (indicate nella terza colonna), altri creati direttamente da Poltronieri, tra cui tre in cui interpreta La Nives, nei brani "Nives al mare", "Freestyler" e "Gianluca".

## Tracce
| #   | Titolo della canzone | Titolo della canzone originale | Artista della canzone originale | Durata | Particolarità |
| --- | -------------------- | ------------------------------ | ------------------------------- | ------ | ------------- |
| 1.  | Lo scroto            | Para no verte mas              | La Mosca Tsé-Tsé                | 3:12   | -             |
| 2.  | Alberta              | Una su 1.000.000               | Alex Britti                     | 1:26   | -             |
| 3.  | Trombo poco          | Toro loco                      | Piero Pelù                      | 3:39   | -             |
| 4.  | Nives al mare        | -                              | -                               | 2:41   | -             |
| 5.  | Certe nonne          | Certe notti                    | Ligabue                         | 4:28   | -             |
| 6.  | E la vita            | E la vita, la vita             | Cochi e Renato                  | 3:39   | -             |
| 7.  | Scupazon             | Corazon Espinado               | Maná e Santana                  | 4:16   | -             |
| 8.  | Wind                 | -                              | -                               | 0:35   | -             |
| 9.  | La vigilessa         | Io sono Francesco              | Tricarico                       | 4:03   | -             |
| 10. | La vasca             | La vasca                       | Alex Britti                     | 2:43   | -             |
| 11. | Happy Meal           | -                              | -                               | 1:33   | -             |
| 12. | Io sono un cuoco     | Fuoco nel fuoco                | Eros Ramazzotti                 | 1:53   | -             |
| 13. | El capeo             | Cada Vez                       | Negrocan                        | 3:03   | -             |
| 14. | Freestyler           | -                              | -                               | 0:25   | -             |
| 15. | Pai pai              | Mezze verità                   | Sottotono                       | 2:17   | -             |
| 16. | Mumumucca            |                                |                                 | 2:22   | -             |
| 17. | Thank you            | Thank you                      | Dido                            | 3:38   | strumentale   |
| 18. | Di sole e d'azzurro  | Di sole e d'azzurro            | Giorgia                         | 4:21   | strumentale   |
| 19. | Goodnight Moon       | Goodnight Moon                 | Shivaree                        | 4:08   | strumentale   |
| 20. | Gianluca             | -                              | -                               | 0:36   | -             |